# يوبي سوفت ليمينغتون
يوبي سوفت ليمينغتون (بالإنجليزية: Ubisoft Leamington) أو كما تعرف سابقًا باسم فري ستايل غيمز (بالإنجليزية: FreeStyleGames) هي شركة بريطانية متخصصة في ألعاب الفيديو، تأسست عام 2002 ويقع مقرها في ووريكشير. تقوم الشركة بـ تطوير ألعاب الفيديو. اشترتها أكتفجن في 12 سبتمبر 2008. اشترتها يوبي سوفت في يناير 2017.

## من ألعابها
- بز!
- دي جي هيرو
- دي جي هيرو 2
- سنغ بارتي